# محمودآباد (کرمانشاه)
محمودآباد (کرمانشاه)، روستایی از توابع بخش مرکزی شهرستان کرمانشاه در شهرستان کرمانشاه در استان کرمانشاه ایران است.

## جمعیت
این روستا در دهستان میان‌دربند قرار دارد و براساس سرشماری مرکز آمار ایران در سال ۱۳۸۵، جمعیت آن ۵۱۶ نفر (۱۰۴خانوار) بوده‌است.